# Yballa
Iballa fue una aborigen gomera, amante del señor territorial de La Gomera Hernán Peraza el Joven, y una de las protagonistas del episodio histórico conocido como «rebelión de los gomeros» de 1488, durante el cual los aborígenes dan muerte a Peraza.
El término Yballa, de procedencia aborigen, ha sido traducido por diferentes autores como 'amante', aludiendo el filólogo Ignacio Reyes a que se trataba de un apelativo más que de un nombre propio. Otros lo relacionan con el término tuareg bella o ibella aplicado entre las tribus bereberes a los esclavos que viven libremente sin ser horros. También aparece modernamente con la grafía Iballa.

## Biografía
Yballa pertenecía al bando aborigen de Ipalan, uno de los cuatro en que se dividía la isla de La Gomera, siendo de clase social noble y teniendo su residencia en las cuevas de Guahedun. Algunos autores la consideran una especie de sacerdotisa aborigen.
Debido a su belleza atrajo la atención de Hernán Peraza, quien la tomó como amante. Sin embargo, en base al denominado «pacto de Guahedun» que había forjado Peraza con los jefes cantonales de la isla, ambos se habían convertido en «hermanos». Este hecho fue utilizado por tres de los cuatro jefes aborígenes para dar inicio a la conocida como rebelión de los gomeros en 1488.
Estando Peraza con Yballa en la cueva habitación de la joven, es atacado por los gomeros rebeldes. La tradición histórica conservó la frase que en lengua aborigen dirigió Yballa a Peraza en este momento: Ajeliles juxaques aventamares, y que es traducida como 'Huye, éstos vienen por ti'. Sin embargo, Peraza cae muerto a la entrada de la cueva asesinado de un lanzazo por el guerrero Hautacuperche, primo de Yballa. Los gomeros sitiaran luego a los castellanos en la torre de San Sebastián, alzándose después en rebeldía a las cumbres de la isla. La rebelión sería aplacada más tarde por el gobernador de Gran Canaria Pedro de Vera, que había acudido en auxilio de la viuda de Peraza Beatriz de Bobadilla.
Esta intervención de Vera en La Gomera está considerada por los historiadores como la conquista efectiva y definitiva de la isla.